# William O’Connell Bradley

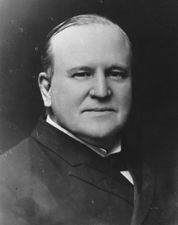
William O’Connell Bradley

William O’Connell Bradley (* 18. März 1847 bei Lancaster, Garrard County, Kentucky; † 23. Mai 1914 in Washington, D.C.) war ein US-amerikanischer Jurist und Politiker. Von 1895 bis 1899 war er Gouverneur von Kentucky, von 1909 bis zu seinem Tod vertrat er den Bundesstaat im US-Senat.

## Frühe Jahre und politischer Aufstieg
William Bradley erhielt eine private Schulausbildung. Noch als Jugendlicher trat er als Soldat in die US-Armee ein, um im Bürgerkrieg zu kämpfen. Aufgrund seiner Jugend wurde er aber wieder heimgeschickt. Anschließend studierte er Jura und wurde nach erfolgreichem Abschluss des Studiums im Jahr 1870 Staatsanwalt im Garrard County. Als Mitglied der Republikanischen Partei bewarb er sich in den 1870er Jahren mehrfach um einen Sitz im US-Repräsentantenhaus und im US-Senat. Alle diese Versuche scheiterten, genau wie seine Kandidatur für das Amt des Gouverneurs im Jahr 1887, als er gegen Simon Bolivar Buckner. Ein Angebot, die Vereinigten Staaten als Botschafter in Korea zu vertreten, lehnte er 1889 ab. Zwischen 1890 und 1896 gehörte er dem Republican National Committee an.

## Gouverneur von Kentucky
Im Jahr 1895 wurde Bradley von seiner Partei als Kandidat für die Gouverneurswahlen aufgestellt. Bis zu diesem Zeitpunkt war noch nie ein Republikaner zum Gouverneur von Kentucky gewählt worden. Bradley gewann die Wahl mit 48,3 % der Stimmen gegen Parker W. Hardin (45,8 %) und wurde so der erste republikanische Gouverneur dieses Staates. Seinen Wahlsieg verdankte er vor allem den internen Streitereien der Demokratischen Partei. Seine Amtszeit war von politischen Kontroversen mit den Demokraten bestimmt. Diese hatten die Mehrheit im Parlament und brachten auch einige Gesetze gegen den Willen des Gouverneurs durch, darunter das erste verpflichtende Erziehungsgesetz des Landes und eine Wahlrechtsreform, das sogenannte „Goebel Election Law“. Andererseits legte Bradley auch bei verschiedenen anderen Vorlagen sein Veto ein. Das geschah beispielsweise im Zusammenhang mit einer gesetzlichen Regelung der Bahntarife. Die Wahl des Republikaners William McKinley zum US-Präsidenten im Jahr 1896 verstärkte noch die Opposition der Demokraten in Kentucky gegen den Gouverneur und dessen Parteifreunde.
Der innenpolitische Zwist spitzte sich unter seinem Nachfolger William Taylor weiter zu und endete in einer Regierungskrise, bei der es um Wahlbetrugsvorwürfe ging. Die Krise gipfelte in einem tödlichen Attentat auf den neuen Gouverneur William Goebel. Erwähnenswert ist Bradleys Erfolg bei der Niederschlagung krimineller Fehden im Osten des Staates.

## US-Senator
Nach dem Ende seiner Amtszeit 12. Dezember 1899 zog Bradley zunächst nach Louisville und war dort als Anwalt tätig. Im Jahr 1900 unternahm er einen vergeblichen Versuch, in den US-Senat gewählt zu werden. Bei den Präsidentschaftswahlen des Jahres 1904 unterstützte er den republikanischen Amtsinhaber Theodore Roosevelt. Vier Jahre später, 1908, profitierte Bradley noch einmal von der Uneinigkeit der Demokraten in Kentucky. Diesmal waren diese in der Frage der Prohibition gespalten, während Bradley ein Gegner derselben war. Unter Nutzung des Zwistes innerhalb der Demokratischen Partei wurde er in den Senat gewählt. Dort war er in mehreren Ausschüssen vertreten. Zum Zeitpunkt seines Todes im Mai 1914 war er noch US-Senator. Er hatte allerdings bereits seinen Verzicht auf eine erneute Kandidatur bekanntgegeben.

## Privatleben
Bradley war seit 1867 mit Margaret Robertson Duncan verheiratet. Das Paar hatte zwei Kinder, George Robertson Bradley und Christine Bradley South. Der Sohn starb mit 24 Jahren. Über diesen Verlust soll William Bradley zeit seines Lebens nicht hinweggekommen sein. Sein Neffe Edwin Morrow wurde später ebenfalls Gouverneur von Kentucky.